# Gustave Doret
Pour les articles homonymes, voir Doret.
Ne doit pas être confondu avec Gustave Doré.
Gustave Doret, né le 20 septembre 1866 à Aigle et mort le 19 avril 1943  à Lausanne, est un compositeur, chef d'orchestre, critique musical, écrivain et musicien vaudois,.

## Biographie
Sa famille est originaire du Dauphiné. Elle se fixe dans le canton de Vaud en 1815 et acquiert la bourgeoisie de Vevey et de Corsier. Gustave Charles Vincent Doret naît le 20 septembre 1866 ; il a deux sœurs plus âgées : Hélène (née en 1864) et Louise (née en 1865).
Gustave Doret entreprend des études de sciences et de médecine à l'Académie de Lausanne. Abandonnant ses études, il se rend en 1886 à l'école supérieure de musique de Berlin et, l'année suivante, au conservatoire de Paris, où il étudie l'harmonie avec Théodore Dubois, la composition avec Jules Massenet et le violon avec Martin Marisk. En 1891, il compose une cantate, Voix de la Patrie, à la demande du Conseil d'État, pour les fêtes marquant la transformation de l'Académie en université. Entre 1893 et 1895, il est le premier chef des concerts du Château d'Harcourt. En 1894, il est le créateur du Prélude à l'après-midi d'un faune de Debussy. En 1896, il est nommé chef d'orchestre de l'Orchestre de l'Exposition nationale de Genève puis, en 1904, il dirige l'orchestre de l'Opéra-Comique, dont il devient directeur musical en 1907. Dès 1899, il collabore à la Gazette de Lausanne : il y écrit régulièrement ses « lettres de Paris » sur les principaux événements musicaux de France. De 1910 à 1914, il est correspondant musical à Paris du Berliner Tagblatt. De 1914 à 1929, il donne des cours au Conservatoire de Genève.Vers 1915, à la demande du Conseil d'État, il conçoit le nouveau programme d'études musicales des écoles vaudoises. Six ans plus tard, le Département vaudois de l'instruction publique lui demande de travailler à la réforme de l'enseignement du chant dans les écoles. En 1927, il représente la Suisse à Vienne lors des fêtes du centenaire de la mort de Beethoven,,.
Il écrira la partition des Fêtes des vignerons de 1905 et de 1927, un opéra, Les Armaillis en 1900 et l'oratorio Les Sept Paroles du Christ en 1895, d'un style proche de Massenet. Son nom est lié au Théâtre du Jorat de Mézières, pour lequel il a signé plusieurs musiques de scène : Aliénor (1910), La Nuit des quatre temps (1910), Tell (1914), La Servante d'Evolène (1937). Établi en 1990 par la Bibliothèque cantonale et universitaire de Lausanne, son catalogue inclut près de 400 compositions qui font la part belle à la voix humaine,.

## Œuvres principales
- 1891 : Voix de la patrie (cantate)
- 1895 : Les Sept Paroles du Christ (oratorio)
- 1898 : Recueillement mélodie pour soprano et piano en Mi bémol Majeur (dédiée à Paul Daraux) sur des vers de Charles Baudelaire publiée chez E.Baudoux en 1901.
- 1900 : Les Armaillis (opéra)
- 1903 : Peuple vaudois (musique de scène, pour le centenaire du canton de Vaud)
- 1905 : Fête des vignerons
- 1910 : Aliénor (musique de scène)
- 1910 : La Nuit des quatre temps (musique de scène)
- 1914 : Tell (musique de scène)
- 1924 : Quatuor à cordes
- 1927 : Fête des vignerons (livret de Pierre Girard)
- 1937 : La Servante d'Evolène[4]

## Distinctions
- Officier de la Légion d'honneur (1926)[3] ;
- Membre d'honneur de la société d'étudiants Zofingue[1] ;
- Membre d'honneur de la Confrérie des vignerons[1].

## Hommage
- Lausanne possède une avenue Gustave-Doret (entre l'avenue de Rhodanie et le lac Léman), sur décision municipale de 1970 à la demande des Chanteurs vaudois[3] ;
- Lutry possède un quai Gustave-Doret ;
- Vevey possède une avenue Gustave-Doret (entre le chemin de la Palud et la route de Saint-Légier)[5].